# Schinia
Schinia is een geslacht van vlinders van de familie Uilen (Noctuidae), uit de onderfamilie Heliothinae.

## Soorten
- S. arcigera Guenée, 1852
- S. cardui (Hübner, 1790)
- S. cognata (Freyer, 1833)
- S. purpurascens (Tauscher, 1809)